# Sainte-Christie
Sainte-Christie – miejscowość i gmina we Francji, w regionie Oksytania, w departamencie Gers.
Według danych na rok 1990 gminę zamieszkiwało 389 osób, a gęstość zaludnienia wynosiła 39 osób/km² (wśród 3020 gmin regionu Midi-Pireneje Sainte-Christie plasuje się na 684. miejscu pod względem liczby ludności, natomiast pod względem powierzchni na miejscu 1089.).